# Tự kiểm duyệt
Tự kiểm duyệt là hành động kiểm duyệt hoặc tự phân loại phát ngôn của chính mình như là tài liệu mật. Điều này được thực hiện vì sợ, hoặc để trì hoãn sự nhạy cảm hoặc sở thích (thực tế hoặc nhận thức) của người khác và không chịu áp lực từ bất kỳ bên nào hoặc tổ chức có thẩm quyền cụ thể. Tự kiểm duyệt thường được các nhà sản xuất phim, đạo diễn phim, nhà xuất bản, người dẫn chương trình tin tức, nhà báo, nhạc sĩ và các loại tác giả khác thực hiện bao gồm các cá nhân sử dụng phương tiện truyền thông xã hội.
Ở các nước độc tài, những người sáng tạo ra tác phẩm nghệ thuật có thể loại bỏ các tài liệu mà có thể gây tranh cãi vì sợ bị chính phủ của họ trừng phạt. Ở các nước tư bản đa nguyên, việc sợ ngành tư pháp đàn áp cũng có thể gây ra "tự kiểm duyệt" lan rộng các nội dung của truyền thông phương Tây.
Tự kiểm duyệt cũng có thể xảy ra để phù hợp với mong đợi của thị trường. Ví dụ: biên tập viên định kỳ có thể tránh một cách có ý thức hoặc vô thức các chủ đề sẽ chọc giận các nhà quảng cáo, khách hàng hoặc chủ sở hữu để bảo vệ sinh kế của biên tập viên. Các sinh kế này hoặc là trực tiếp (ví dụ, sợ mất việc) hoặc là gián tiếp (ví dụ: niềm tin rằng một cuốn sách sẽ có lợi hơn nếu nó không chứa tài liệu gây khó chịu). Hiện tượng này được gọi là kiểm duyệt mềm.
Điều 19 của Tuyên ngôn Nhân quyền bảo đảm quyền tự do ngôn luận, vượt qua mọi hình thức kiểm duyệt. Điều 19 tuyên bố rõ ràng rằng tất cả mọi người có quyền tự do có ý kiến và bày tỏ ý  kiến; quyền này bao gồm quyền tự do nắm giữ ý kiến mà không can thiệp và tìm kiếm, tiếp nhận và truyền đạt thông tin và ý tưởng thông qua bất kỳ phương tiện truyền thông nào và bất kể biên giới.